# Vườn quốc gia Namtok Mae Surin
Vườn quốc gia Namtok Mae Surin (tiếng Thái: อุทยานแห่งชาติน้ำตกแม่สุรินทร์) là một vườn quốc gia ở tỉnh Mae Hong Son, Thái Lan. Là nơi có các ngọn núi, những thác nước và các hang động, vườn được biết đến nhiều nhất bởi nó có Thác nước Mae Surin cùng tên.

## Địa lý
Vườn quốc gia Namtok Mae Surin nằm ở phía đông thị trấn Mae Hong Son thuộc các huyện Mueang Mae Hong Son và Khun Yuam. Diện tích của vườn là 399 km vuông (154 dặm vuông). Điểm cao nhất là đỉnh Doi Pui tại 1.700 mét (5.600 ft). Doi Pui là một phần của Dãy Thanon Thongchai, có nhiều đỉnh núi khác nhau bên trong phạm vi vườn từ 300 mét (980 ft) đến 1.700 mét (5.600 ft).

## Lịch sử
Năm 1981, Namtok Mae Surin được chỉ định là Vườn quốc gia thứ 37 của Thái Lan.

## Sức hút
Điểm thu hút chính của vườn là thác nước cùng tên của nó, Mae Surin, một thác nước đơn tầng cao 180 mét (590 ft). Thác nước lớn khác là Pa Bong, một thác nước hai tầng với chiều cao 30 mét (98 ft). Nhiều dòng suối của vườn cuối cùng tham gia vào sông Pai, chảy đi qua vườn. Hang Nam Hu Haichai đáng chú ý vì là địa điểm của một tia nước phun trào từ các bức tường bên trong của hang động với khoảng thời gian đều đặn cứ mỗi 25 phút một lần.

## Hệ thực vật và Hệ động vật
Namtok Mae Surin có điểm đặc trưng rừng họ Dầu khô thưa thớt và rừng cây thường xanh dày đặc nhiều hơn. Các loài cây thân gỗ bao gồm Tếch và Chi Thông vùng cao. Vườn là nơi sinh sống của một loại Lan hài hiếm và bản địa.
Các loài động vật bao gồm Gấu chó, Gấu ngựa, Sơn dương đại lục, Con hoẵng, Vượn tay trắng, Lợn rừng, Chi Trăn và Rắn hổ mang. Sự sống của chim bao gồm cả Họ Chèo bẻo và Mỏ sừng.